# Mbanza-Ngungu
Mbanza-Ngungu este un oraș din Republica Democrată Congo.